# Province de Coni
La province de Coni (en italien : provincia di Cuneo, en piémontais : Coni) est une province piémontaise italienne dont le chef-lieu est Coni. Elle est bordée à l'ouest par la France (département des Hautes-Alpes, Alpes-de-Haute-Provence et les Alpes-Maritimes), au nord par la métropole de Turin, à l'est par la province d'Asti, au sud par la Ligurie (provinces d'Imperia et Savone).
Fondée en 1859, elle était jusqu'en 1920 la quatrième province italienne en superficie, précédée seulement par les provinces de Sassari, Cagliari et Turin (qui à l'époque comprenait également le val d'Aoste). En 1920, avec la création de la province de Trente (initialement incluant également le Tyrol du Sud), elle se retrouve cinquième jusqu'en 1975. Après la création de nouvelles provinces en Sardaigne en 2001, elle est la troisième plus grande province italienne après Bolzano et Foggia. À la suite de la réduction du nombre de provinces sardes après le référendum régional de 2012, elle devient la quatrième après Sassari, Bolzano et Foggia.
Le territoire est composé de 50,8 % de montagne, à 26,6 % de colline et 22,6 % de plaine.

## Géographie
Les Alpes cottiennes et les Alpes ligures entourent respectivement l'ouest et au sud en formant un grand arc qui ne s'adoucit qu'à l'est de la vallée du Tanaro qui traverse les collines des Langhe. Les reliefs forment ainsi un large bord en forme de U, dans laquelle débouche les hautes plaines traversées par le Pô, le Tanaro et leurs nombreux affluents. Sur la gauche du Tanaro, la province contient une partie des collines du Montferrat, qui restreignent la plaine entre Bra et Saluces et détournent le cours du Tanaro, qui atteint le Pô juste après avoir contourné le système collinaire.
Les rivières alpines qui parcourent les vallées verdoyantes convergent en éventail vers la plaine. La vallée la plus au nord est celle du Pô, qui part sur les pentes du Mont Viso, le plus élevé de la province (3 841 m), le point le plus bas est à Santo Stefano Belbo à 170 m. On trouve ensuite, presque parallèles, les vallées des cours d'eau Varaita, Maira et Grana - Mellea, affluents en rive droite du Pô, puis celles de la Stura di Demonte et du Gesso, dont les eaux coulent dans le Tanaro. Elles sont suivies par les vallées de certains affluents de gauche du Tanaro (Vermenagna (it), Pesio, Ellero, Corsaglia), et la vallée du Tanaro elle-même. Les vallées du Belbo et de la Bormida, qui alimentent le Tanaro sur sa droite, entourent les Langhe.

### Climat
Le climat a assez fortes caractéristiques de continentalité, dues au positionnement des montagnes qui limitent les influences de la Méditerranée. Mais la variété d'altitude et les facteurs morphologiques provoquent des conditions climatiques locales très différentes entre les zones alpine, des Langhe et la plaine, notamment en ce qui concerne la tendance des températures, les conditions d'ensoleillement et le comportement des vents.

## Histoire
Au moment de son institution en 1859 par le décret Rattazzi (décret royal 3702 du 23 octobre 1859), la province de Coni était appelée « provincia granda », car c'était la plus étendue du royaume de Sardaigne. 
En 1860 à la suite de l'annexion du comté de Nice à la France, les villages de Tende et La Brigue (faisant alors partie de la Division de Nice) restent italiens, et sont rattachés à la province de Coni. Lors du traité de Paris, signé en février 1947 entre la France et l'Italie, les deux villages sont annexés par la République française au sein du département des Alpes-Maritimes.

## Transports
La capitale provinciale est reliée au réseau autoroutier depuis février 2012, après l'inauguration du tronçon Coni-Sant'Albano Stura Asti-Coni (autoroute A33) avec, à l'heure actuelle, deux sorties principales, Coni Est et Coni Centre. En attendant l'achèvement du contournement nord de Coni, il est prévu une autre sortie, Coni Ouest, près de la frazione de Confreria. Le tronçon achevé à ce jour coupe l'autoroute A6 Torino-Savona à proximité de la frazione de Massimini, dans la municipalité de Carrù. 
Il existe de nombreux projets pour la création de nouvelles routes dans la région, en raison de l'absence d'artères complètes et fonctionnelles autres que l'autoroute A33, interrompue pendant des années au milieu de son tracé. Les plus importants concernent les routes nationales 20 et 21. Parmi les autres se trouvent les autoroutes entre Coni et Pignerole, Sisteron et Coni et Coni et Nice, mais de ces projets sont mis de côté. 
La province cumule le plus grand nombre de kilomètres de routes nationales, avec un total de 3 683.
Il existe deux routes internationales reliant la ville avec la France : la route nationale 21 vers le col de Larche et la route du Col de Tende (it) au sud de la province.
La gare de Coni est située sur les lignes vers Vintimille et vers Fossano.
L'aéroport international de Coni, aussi nommé Coni-Levaldigi, est situé à Savillan. 
Les transports en commun dans la province sont gérés par des entreprises qui font partie du Consortium Trasporti Granda Bus, avec des connexions à la fois dans la province même et avec les provinces voisines de Turin, Asti et Savone.

## Économie
La province de Coni est réputée aussi pour son fromage d'alpage Castelmagno.

## Tourisme
L'aéroport international de Coni, implanté à une vingtaine de kilomètres au nord-est de cette ville, contribue au développement touristique de la province.